# Tabaqueira
Tabaqueira SA é uma empresa portuguesa produtora de cigarros. Fundada em 1927 por Alfredo da Silva, e adquirida pela empresa multinacional Philip Morris International em 1997. É hoje a maior empresa em Portugal no ramo, e a única no continente.
Com fábrica em Albarraque, no Concelho de Sintra, distrito de Lisboa, emprega algumas centenas de trabalhadores. Actualmente dedica-se exclusivamente à produção de cigarros, mas em tempos passados fabricou também tabaco de enrolar, cigarrilhas e charutos.
Actualmente, os tabacos de enrolar, as cigarrilhas e os charutos, são produzidos em empresas com quem mantém parcerias.
Das marcas produzidas, salienta-se a SG, com o SG Ventil, SG Gigante e o SG Filtro; marcas que fizeram história até hoje, continuando a ser das mais procuradas pelo mercado.
Exemplos de marcas antigas (já não produzidas) são: Definitivos, Kentucky, 20 20 20, High-life, Kart, Porto, Ritz King Size, Ritz Lights, Sintra, Monserrate, CT, Kayak, Paris, Negritas, Surf 18, Surf Lights, SG Masters, SG Pack, Tagus, Melody, Benfica, CUF, Provisórios, Gama (tabaco cachimbo), Duque (tabaco enrolar), etc.
Exemplos de marcas alteradas (lei do tabaco) são: SG Lights--SG Azul; SG Super Lights--SG Amarelo; SG Ultra Lights--SG Platina; SG Mentol Lights--SG Mentol; SG Ventil Lights--SG Ventil Azul; Português Suave--Português (Vermelho e Azul); Português Suave long Size--Português Amarelo; Português Suave sem filtro--Português azul sem filtro; Chesterfield Lights--Chesterfield Classic Blue; L&M Lights--L&M Blue Label; Marlboro Lights--Marlboro Gold.
Marcas produzidas (regular size, long size, king size, outros) - (soft pack, hard pack, lighter pack, slide pack, C pack): SG‎, Português, Ritz, Marlboro, Chesterfield, L&M.
Tabacos de enrolar: Aguia; Detroit; Kentuky; High-leafe; Chesterfield.
Outras marcas produzidas pela "Philip Morris": 
- Maços: Parliament, Diana, Merit, Muratti, Multifilter, Next, Vatra, Bond street, Basic, F6, Mercedes, Virginia slims, Peter Jackson, Brunette, Lark, Caro, Apollo Soyuz, Fajrant, Logbeach, Optima, Petra, Polyot, Red & White, start, Lider, etc...
- Tabaco enrolar: Philip Morris, Marlboro, F6, Next, Chesterfield, Barking Dog, Basic, etc...
- Cachimbos: Snus, Marlboro, TBS- Next, L&M